# Vinton village. Utah
Vinton village je [[{{{tip}}}]] u američkoj saveznoj državi Teksas. Prema popisu stanovništva iz 2010. u njemu je živjelo 1.971 stanovnika.